# 4-Way Diablo
Albums de Monster Magnet
Monolithic Baby!
(2004) Mastermind
(2010)
4-Way Diablo, sorti en 2007, est le neuvième album du groupe américain Monster Magnet.

## L'album
Premier album avec le batteur Bob Pantella, présent dans le groupe depuis 2004 déjà.
Cet album marque le retour à une formule à quatre musiciens.
Douze titres sur treize ont été composés par Dave Wyndorf.

## Les musiciens
Dave Wyndorf : voix, guitare

Ed Mundell : guitare

Jim Baglino : basse

Bob Pantella : batterie

## Les titres
| No  | Titre                      | Durée |
| --- | -------------------------- | ----- |
| 1.  | 4-Way Diablo               | 3:19  |
| 2.  | Wall of Fire               | 3:44  |
| 3.  | You’re Alive               | 4:03  |
| 4.  | Blow Your Mind             | 4:27  |
| 5.  | Cyclone                    | 5:32  |
| 6.  | Unbroken                   | 3:44  |
| 7.  | 2000 Light Years from Home | 4:51  |
| 8.  | No Vacation                | 5:00  |
| 9.  | I’m Calling You            | 4:21  |
| 10. | Solid Gold                 | 5:51  |
| 11. | Freeze and Pixillate       | 4:25  |
| 12. | A Thousand Stars           | 5:29  |
| 13. | Slap in the Face           | 4:26  |
| 14. | Little Bag of Gloom        | 2:18  |

## Informations sur le contenu de l'album
- 2000 Light Years from Home est une reprise des Rolling Stones (1967)
- On peut entendre Freeze and Pixilate dans le dernier épisode de la saison 2 de la série Sons of Anarchy